# Julian Grabowski (malarz)
Julian Grabowski (ur. 5 maja 1922, zm. 28 lutego 1973) – artysta malarz, pedagog.

## Życiorys
Urodził się 5 maja 1922 r. w Tarnowie, jako najmłodsze dziecko Heleny i Stanisława Grabowskich (ojciec był kierownikiem Wodociągów Miejskich w Tarnowie). Miał dwójkę starszego rodzeństwa: siostrę Irenę i brata Jana, który został architektem. 
W latach 1936–1939 Julian Grabowski uczęszczał do III Państwowego Gimnazjum im. Adama Mickiewicza w rodzinnym mieście. W czasie okupacji mieszkał nadal w Tarnowie, pracując w Wodociągach Miejskich oraz w Służbie Budowlanej. Po zakończeniu działań wojennych w 1945 roku zapisał się do Szkoły Sztuk Zdobniczych i Przemysłu Artystycznego w Tarnowie, gdzie wkrótce jako jeden z dziesięciu absolwentów zdał maturę.
W latach 1947–1952 studiował na Wydziale Malarstwa Akademii Sztuk Pięknych w Krakowie pod kierunkiem Czesława Rzepińskiego, Eugeniusza Eibischa, Zbigniewa Pronaszki i Zygmunta Radnickiego. Z Eibischem łączyła Grabowskiego przyjaźń, był na uczelni asystentem tego wielkiego kolorysty. W czasie studiów rozpoczął wystawianie swoich prac malarskich, rysunków i grafik na wystawach w Krakowie. Zrecenzował dzieła Piotr Skrzynecki. Wystawił swoje prace w Tarnowie z okazji Dni Tarnowa w 1948 r.
W czerwcu 1952 r. zdał egzamin z czteroletniego Studium Pedagogicznego przy Akademii Sztuk Pięknych w Krakowie, otrzymując świadectwo jego ukończenia. Również w 1952 roku uzyskał dyplom ukończenia Wydziału Malarstwa Akademii Sztuk Pięknych w Krakowie. Wcześniej, w 1950 r., ożenił się z Marią Kud córką majora Stanisława Kud, zastępcy szefa sztabu II Brygady Legionów Polskich. Z tego związku urodziło się dwoje dzieci, Andrzej S. Grabowski (ur. 1950 r.), który jak ojciec, ukończył studia na Wydziale Malarstwa i Studium Scenografii na Akademii Sztuk Pięknych w Krakowie i został artystą plastykiem oraz Barbara (ur. 1952 r.), która jest choreografem i emerytowanym wykładowcą Uniwersytetu Rzeszowskiego.
Julian Grabowski był współorganizatorem grupy twórczej „Leliwa” w Tarnowie, z którą wystawiał swoje prace w latach 1956–1960. 
W 1953 po śmierci J. Stalina był przesłuchiwany i gnębiony przez UB. 
Od roku 1957 rozpoczął pracę pedagogiczną w Liceum Sztuk Plastycznych w Tarnowie, gdzie uczył rysunku wraz z ćwiczeniami kolorystycznymi oraz kompozycji z liternictwem. Dzięki swoim umiejętnościom i taktowi pedagogicznemu cieszył się szacunkiem młodzieży i osiągał znakomite wyniki nauczania i wychowania. Brał aktywny udział w doskonaleniu zawodowym, prowadził sekcję samokształceniową nauczycieli przedmiotów plastycznych. 
Pracował wiele społecznie na terenie miasta Tarnowa. Mimo że był bezpartyjny, Minister Kultury i Sztuki kilka razy powoływał Juliana Grabowskiego na członka Okręgowej Komisji Dyscyplinarnej przy Wydziale Kultury Prezydium Wojewódzkiej Rady Narodowej w Krakowie.
Od 1954 r. należał do tarnowskiego oddziału Związku Polskich Artystów Plastyków, którego działalnością kierował, będąc prezesem w latach 1959-1961 oraz 1971-1973. Jako prezes oddziału ZPAP, na krótko przed śmiercią, założył grupę młodych artystów, którą nazwano „Grupą 13”. Opiekował się też grupą „Tarnowianie”, młodymi plastykami amatorami z Tarnowa, którzy chcieli rozwijać zdolności pod kierunkiem uznanego artysty. 
Zmarł w wieku 51 lat, 28 lutego 1973 r., jako artysta w pełni sił twórczych.
W dniu 23 listopada 2010 roku po uchwale Rady Miasta została w Tarnowie otwarta nowa ulica imieniem Juliana Grabowskiego. W tym dniu nastąpiło również odsłonięcie tablicy pamiątkowej poświęconej Julianowi Grabowskiemu w budynku Tarnowskich Wodociągów, w którym artysta się urodził, czyli przy ulicy Narutowicza 37.

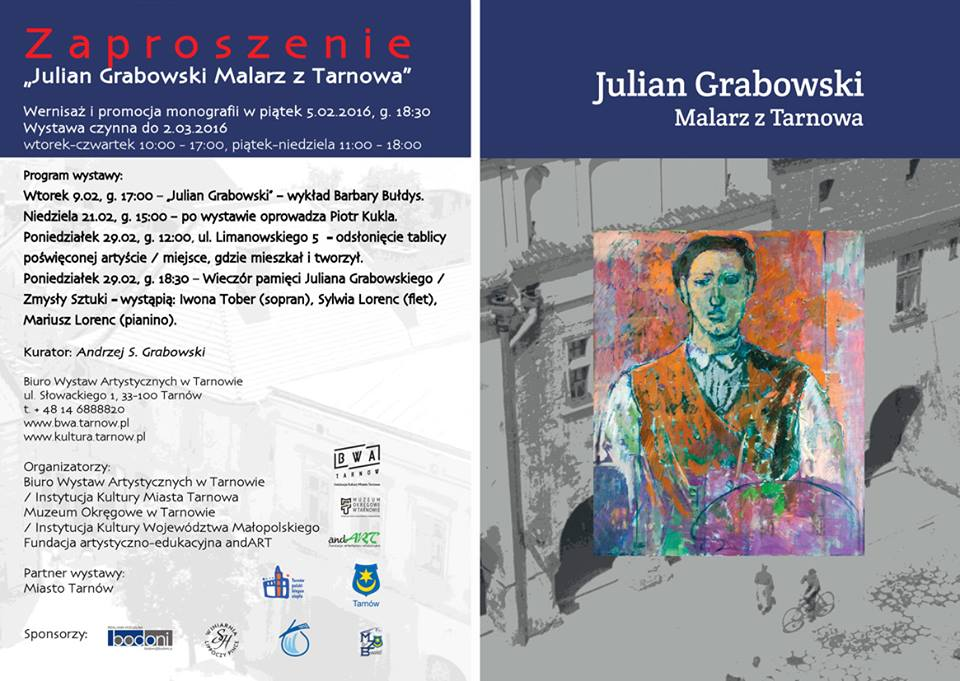

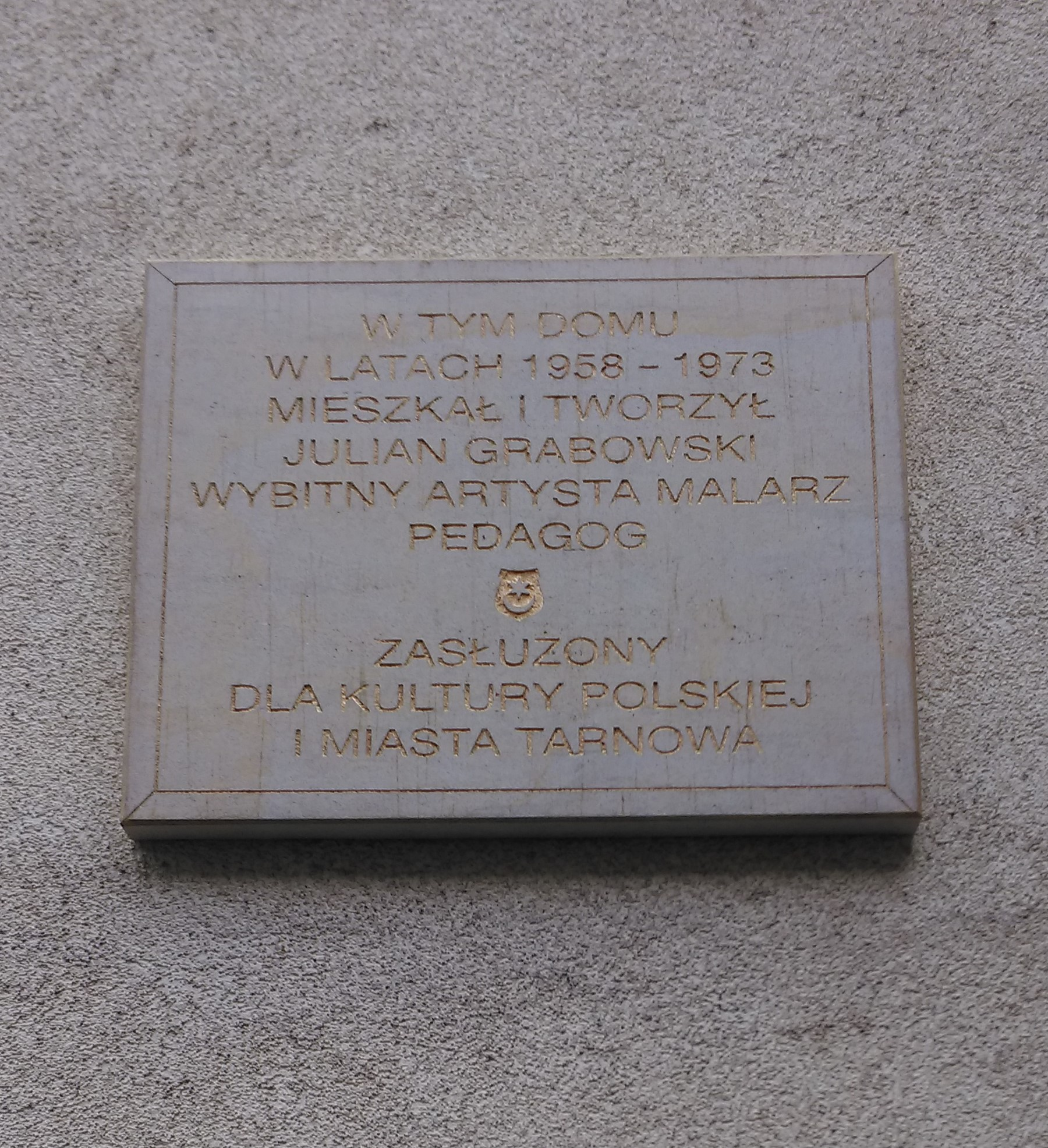

W dniu 29 lutego 2016 roku na budynku przy ul. Limanowskiego 5, w Tarnowie, została odsłonięta tablica pamiątkowa poświęcona Julianowi Grabowskiemu, który w latach 1958-1973 w tym domu mieszkał i tworzył.

## Dokonania
Julian Grabowski malował pejzaże, sceny rodzajowe, martwe natury. Swe prace wystawiał już podczas studiów w 1948 roku. Miał 9 wystaw indywidualnych w Polsce oraz jedną w Paryżu. Uczestniczył w ponad 50 wystawach zbiorowych w kraju i za granicą. Jego prace znajdują się w muzeach i zbiorach prywatnych w Polsce, na Węgrzech, we Francji, Niemczech i USA.

## Nagrody
Za swoją działalność artystyczną odznaczony został wieloma odznaczeniami państwowymi i związkowymi, między innymi Medalem Krakowskiego Towarzystwa Sztuk Pięknych za twórczość malarską, Srebrnym Krzyżem Zasługi, Odznaką Zasłużonego Działacza Kultury, Odznaką za Zasługi dla Ziemi Tarnowskiej.